# Beilschmiedia obscura
Espèce
Synonymes
- Afrodaphne obscura Stapf[1]
- Tylostemon obscurus Stapf[1]

Beilschmiedia obscura (Stapf) Engl. ex A. Chev. est une espèce de plantes à fleurs de la famille des Lauraceae et du genre Beilschmiedia. C'est un arbre que l'on rencontre dans les forêts du Cameroun et du Gabon.